# Porta Leoni
Porta Leoni (česky Lví brána) je jednou z bran v římském opevnění Verony a jedním ze vstupů do města. Stavba se datuje do druhé poloviny 1. století př. n. l., přičemž v 1. století byla upravována. Byla součástí římské silnice Via Claudia Augusta, jednalo se o vstup na trase od Ostiglie u dnešní Mantovy. 

## Dějiny

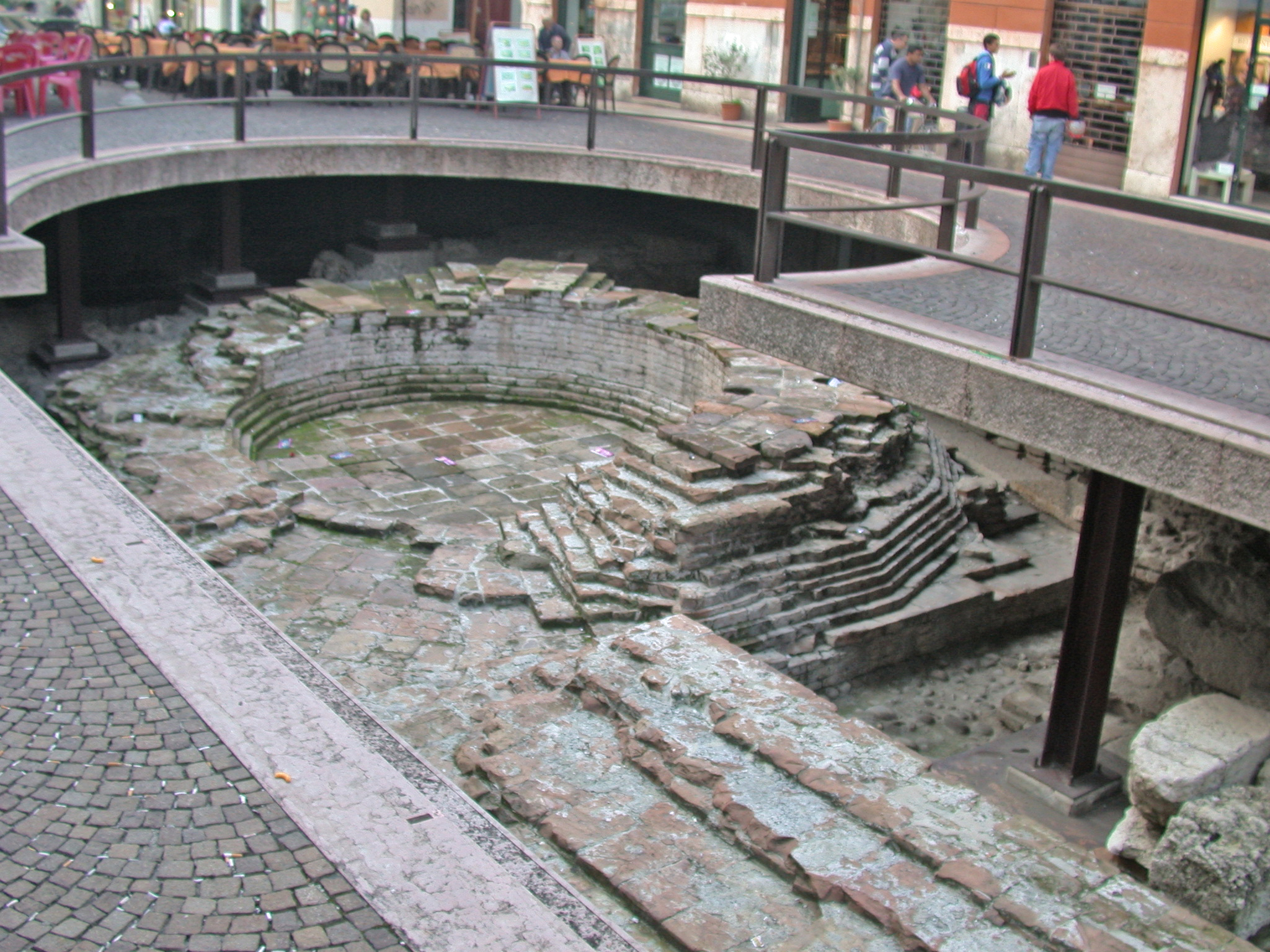
Zbytky konstrukce brány

### Starověk
Roku 1740 př. n. l. se Verona stala součástí Římské republiky. Porta Leoni byla postavena v 1. století př. n. l. za Římské republiky spolu s republikánskými hradbami Verony a branou Porta Borsari. Na zadní straně brány jsou napsána jména čtyř radních (Quadrumviri), kteří spravovali Veronu v době vybudování brány. 
V 1. století byla brána zvětšena a vyzdobena. Z této doby pochází její současná podoba. I u této úpravy se dochoval podpis architekta: "TI. FLAVIUS. PF NORICUS IIII VIRI D.".

### Středověk
Není známo, jak se brána nazývala ve starověku, ale ve středověku se nazývala Porta San Fermo podle nedalekého Kostela svatého Ferma staršího (italsky San Fermo Maggiore) a poté Arco di Valerio dle jména předpokládaného stavitele. V období renesance se brána stala předmětem studia autorů, jako byl Giovanni Caroto či Andrea Palladio.

### Novověk
Současný název Porta Leoni se používá od 16. století a vznikl podle dvou lvům, kteří byli patrně vyobrazeni na hrobě poblíž brány.

## Popis
Původní stavby z 1. století0 př. n. l. byla čtvercovitého tvaru o délce i šířce kolem 16,7 metru. Měla obdélnikové centrální nádvoří, dvojité oblouky vysoké 525 cm a široké 330 cm. V nároží stály dvě vysoké věže. Na druhém a třetím podlaží se nalézaly řady oken. Kladí bylo postaveno v iónském slohu.
Nápis zazděný za středním pylonem byl nalezen během restaurátorských pracích stavby v roce 1965. Nápis uvádí jména radních, kteří bránu nechali postavit:
| „ | P. VALERIUS P. [F.] / Q. CAECILIUS [Q. F.] / Q. SERVILIUS [F.] / P. CORNELIUS [F.] / IIII VIR MURUM PORTA[S] / CLUACAS D. D. [FECERUNT] / P. VALERIUS P. [F.] / Q. CAELILIUS Q. [F. PROBARUNT] | “ |